# 루시아 예페스
루시아 야밀레트 예페스 구스만(스페인어: Lucía Yamileth Yépez Guzman, 2001년 2월 18일~)은 에콰도르의 레슬링 선수이다. 2024년 하계 올림픽 자유형 여자 밴텀급에서 은메달을 획득했으며 세계 선수권 대회에서 동메달 1개를 획득했다.